# Bataille de Nechtansmere
La bataille de Dun Nechtain ou bataille de Nechtansmere se déroule le 20 mai 685. Elle oppose les Pictes du roi Bridei mac Bili aux Northumbriens du roi Ecgfrith et se solde par une défaite écrasante des seconds.
Cherchant à raffermir l'hégémonie exercée par ses prédécesseurs sur les Pictes, Ecgfrith s'enfonce dans le territoire picte contre l'avis de ses conseillers. Il tombe dans une embuscade en pourchassant les troupes pictes qui feignent de battre en retraite. L'affrontement coûte la vie à la majeure partie de l'armée northumbrienne, ainsi qu'à Ecgfrith lui-même. Grâce à cette bataille, les Pictes assurent définitivement leur indépendance vis-à-vis de la Northumbrie.
Depuis le début du XIXe siècle, le champ de bataille est situé à Dunnichen, dans l'Angus. Une théorie alternative plus récente propose de le situer plus au nord, à Dunachton dans le Badenoch.

## Contexte
La Northumbrie s'étend progressivement vers le nord tout au long du VIIe siècle. Les Annales de Tigernach signalent le siège d'Etain en 638, un événement généralement considéré comme la prise de contrôle d'Édimbourg (Din Eidyn) par le roi Oswald de Northumbrie (634-642), qui conquiert le territoire du Gododdin au sud du Forth. Au nord du fleuve s'étend le domaine des Pictes, qui comprend le royaume de Fortriú au nord du Mounth et une autre zone picte entre le Mounth et le Forth. Le chroniqueur northumbrien Bède le Vénérable, qui écrit au début du VIIIe siècle, affirme qu'Oswald soumet les Pictes à son autorité et que cette situation perdure sous son successeur Oswiu (642-670).
Peu après l'avènement d'Ecgfrith, fils et successeur d'Oswiu, les Pictes se soulèvent contre les Northumbriens. Leurs armées s'affrontent en 671 à la bataille des Deux Rivières, un événement rapporté au VIIIe siècle dans la Vita sancti Wilfrithi. Bénéficiant de l'aide du « sous-roi » Beornhæth (en) (peut-être le souverain des Pictes du Sud), Ecgfrith écrase les Pictes du Fortriú. C'est peut-être à cause de cette défaite que leur roi Drest mac Donnel est déposé la même année et remplacé par Bridei mac Bili.
L'hégémonie northumbrienne commence à se craqueler à la fin des années 670. En 679, les Northumbriens subissent une défaite face aux Merciens durant laquelle Ælfwine, le frère d'Ecgfrith, trouve la mort. Les annales irlandaises mentionnent des sièges à Dunnottar en 680 et à Dundurn en 682. Dans les deux cas, les assaillants ne sont pas mentionnés, mais il s'agit vraisemblablement des forces de Bridei. Ces attaques menacent la suzeraineté d'Ecgfrith sur la région.

## Déroulement
Aucune source ne donne les raisons de l'attaque d'Ecgfrith sur le Fortriu en 685, mais son objectif est vraisemblablement de réaffirmer l'hégémonie northumbrienne sur les Pictes. Le récit le plus détaillé de l'affrontement est celui de Bède le Vénérable dans son Histoire ecclésiastique du peuple anglais, mais il reste très bref. Les annales irlandaises et l'Historia Brittonum fournissent quelques détails supplémentaires.
D'après Bède, Ecgfrith s'enfonce dans le territoire picte contre l'avis de ses conseillers, au premier rang desquels l'évêque Cuthberht. Les troupes pictes de Bridei feignent de battre en retraite, mais c'est pour mieux attirer les Northumbriens dans une embuscade. L'affrontement se déroule le samedi 20 mai 685 près d'un lac dans les montagnes, en un endroit que les sources appellent Nechtansmere (en vieil anglais), Linn Garan (en vieux gallois) ou Dún Nechtain (en vieil irlandais). C'est un désastre pour les envahisseurs : l'armée northumbrienne est décimée et le roi Ecgfrith tué.

## Conséquences
La défaite d'Ecgfrith à Dun Nechtain porte un coup d'arrêt à la puissance northumbrienne dans le nord de la Grande-Bretagne. Bède rapporte que les Pictes reprennent le contrôle des régions auparavant occupées par les Northumbriens et les Scots du Dál Riata. Il indique également que les Northumbriens n'ayant pas fui le territoire picte sont tués ou réduits en esclavage.
La bataille entraîne également l'abandon du diocèse northumbrien des Pictes à Abercorn, sur la rive sud du Firth of Forth, fondé en 681 par la division du vaste diocèse de Northumbrie. L'évêque Trumwine (en) et ses moines se réfugient à Whitby. L'expansion du catholicisme en Écosse connaît elle aussi une halte.
Même si d'autres batailles opposent les Pictes aux Northumbriens par la suite (par exemple celle de 697, durant laquelle Beorhtred, le fils de Beornhæth, trouve la mort), Dun Nechtain marque le moment où les Pictes assurent définitivement leur indépendance vis-à-vis de leurs voisins du sud,.

## Emplacement
Le site de la bataille de Dun Nechtain n'est pas identifié avec certitude. Bède se contente d'indiquer qu'elle se déroule « dans les cols de montagnes inaccessibles ». La toponymie suggère qu'elle a pris place près d'un lac : elle est appelée Nechtansmere « le lac de Nechtan » en vieil anglais et Gueith Linn Garan « la bataille du lac des Grues » en vieux gallois. Linn Garan est sans doute le nom donné à ce lac par les Pictes eux-mêmes.
Les annales irlandaises appellent le lieu de la bataille Dún Nechtain, « le fort de Nechtan ». Ce nom pourrait correspondre à l'actuelle Dunnichen, dans l'Angus. Cette identification est proposée au début du XIXe siècle par l'antiquaire George Chalmers, qui remarque que cette localité apparaît sous le nom Dun Nechtan dans les premières chartes de l'abbaye d'Arbroath. Chalmers suggère de situer le champ de bataille au lieu-dit Dunnichen Moss, situé à l'est du village, qui aurait abrité un lac récemment drainé à son époque. Des hypothèses plus récentes placent plutôt le champ de bataille dans la vallée au nord de Dunnichen Hill, autour des lochs de Rescobie et Restenneth (ce dernier ayant été en grande partie drainé au XVIIIe siècle).
La scène de bataille représentée sur l'une des pierres gravées du cimetière d'Aberlemno, à 5 km au nord de Dunnichen, est couramment considérée comme une illustration de la bataille de Dun Nechtain. Cependant, cette pierre ne date que du milieu du VIIIe siècle au plus tôt, voire du milieu du IXe siècle d'après les formes animales et les armes représentées. Avant d'être associé à Dunnichen, cette scène était considérée comme illustrant la bataille de Barry (en) (un événement considéré comme n'ayant jamais eu lieu par les historiens modernes), et d'autres hypothèses sont possibles.
Dans un article de 2006, l'historien Alex Woolf énumère plusieurs raisons de douter de l'identification de Dunnichen avec Dun Nechtain, en particulier l'absence de « montagnes inaccessibles » dans cette région de l'Angus. Il propose un autre site : Dunachton, dans le Badenoch, sur la rive nord-ouest du loch Insh. En 2009, dans le premier volume de la New Edinburgh History of Scotland, l'historien James E. Fraser admet que Dunachton semble correspondre davantage que Dunnichen au site de Dun Nechtain, mais il estime qu'il est encore trop tôt pour rejeter l'identification historique.